# プオス・ダルパゴ
プオス・ダルパゴ（伊: Puos d'Alpago）は、イタリア共和国ヴェネト州ベッルーノ県アルパゴに属する分離集落（フラツィオーネ）。
かつては独立したコムーネであったが、2016年2月23日にファッラ・ダルパーゴ、ピエーヴェ・ダルパゴと合併して新自治体の一部となった。

## 地理

### 位置・広がり

#### 隣接コムーネ
コムーネとしてのプオス・ダルパゴは、以下のコムーネと隣接していた。
- キエース・ダルパゴ
- ファッラ・ダルパーゴ
- ピエーヴェ・ダルパゴ
- ポンテ・ネッレ・アルピ
- タンブレ